# Hexisopodidae
Hexisopodidae es una familia de arácnidos que pertenece al orden Solifugae.
La familia se divide en 25 especies y dos géneros, Chelypus (9 especies) y Hexisopus (15 especies).  Se los distingue de los otros miembros del orden Solifugae ya que carecen de garras en los cuatro pares de patas.

## Distribución
Los miembros de la familia Hexisopodidae habitan en el sur de África.